# Jacob Christiaan Koningsberger (Biologe)

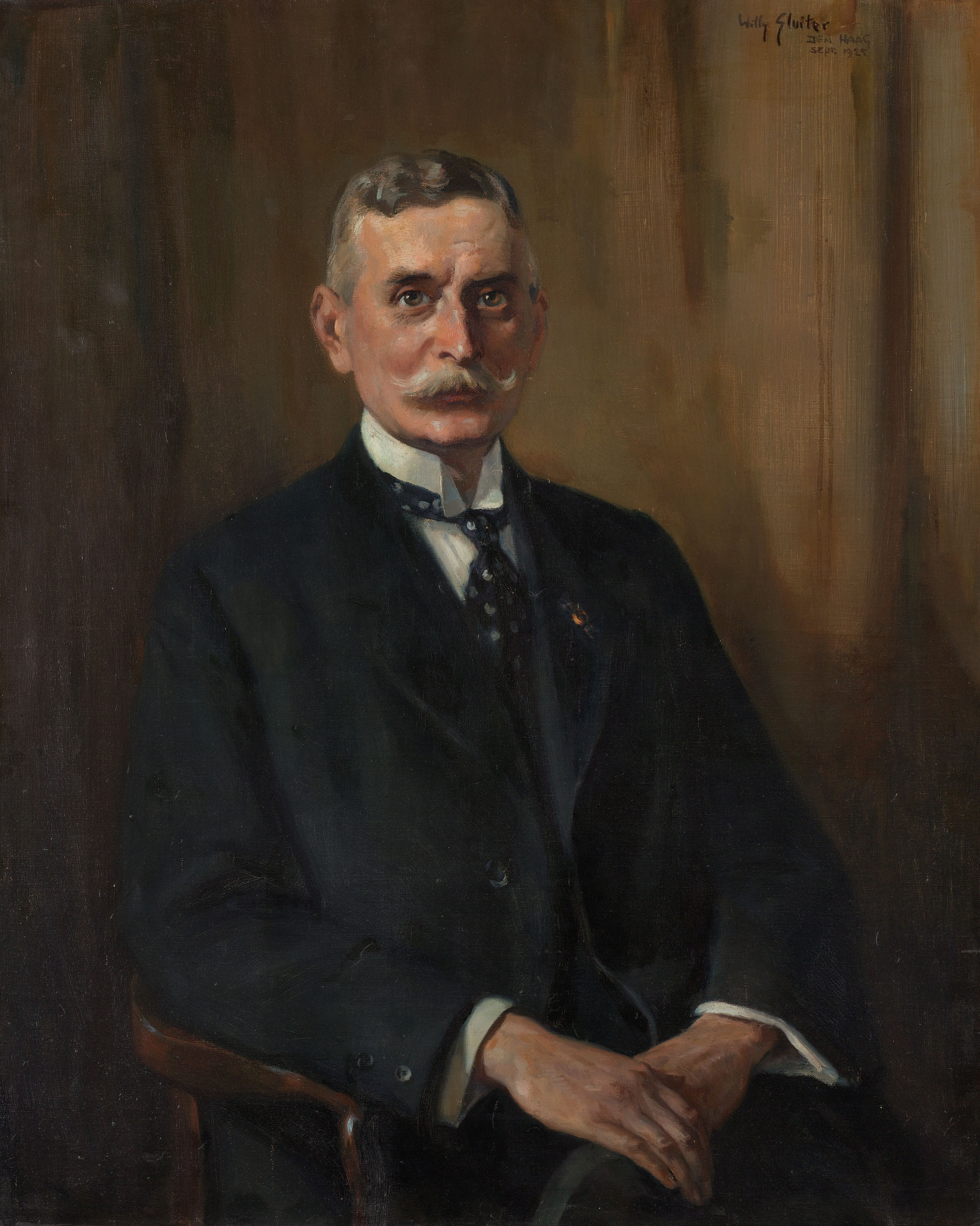
Porträt von Koningsberger, 1925.

Jacob Christiaan Koningsberger (* 17. Januar 1867 in Hazerswoude, Niederlande; † 19. März 1951 in Scheveningen, Den Haag) war ein holländischer Biologe und Politiker. Er verbrachte den größten Teil seines Lebens in Niederländisch-Indien, wo er viel über die Flora und Fauna Javas schrieb. Er engagierte sich stark für den Lands Plantentuin (Bogor Botanical Gardens) in Buitenzorg (heute Bogor) und war von 1910 bis 1918 dessen Direktor. In der Politik war er erster Vorsitzender des Volksraad (1918–1919) sowie Kolonialminister im Ministerie van Koloniën unter Dirk Jan de Geer (1926–1929). Als unabhängiger Politiker hatte er liberale Neigungen und ließ eine stärkere Vertretung der indigenen Bevölkerung in der Regierung zu.

## Leben

### Jugend und Ausbildung
Koningsberger wurde am 17. Januar 1867 in Hazerswoude, Süd-Holland, geboren. Er stammte aus einer Familie des Nederlands Patriciaat und war der Sohn von Victor Jacob Koningsberger, einem Geistlichen der Dutch Reformed Church, und von Josina Cornelia Tieleman. Koningsberger zog 1871 nach Utrecht. Er absolvierte dort sein Studium und erwarb 1889 einen Abschluss in Biologie an der Universität Utrecht; wo er auch Mathematik studierte. Nach einer Assistenzzeit bei dem Botaniker N. W. P. Rauwenhoff verteidigte er am 28. Oktober 1891 seine Doktorarbeit: Bijdrage tot de kennis der zetmeelvorming bij de angiospermen (Beiträge zur Kenntnis um Stärkebildung bei Angiospermen).

### Karriere
Nachdem er einige Zeit Botanik und Zoologie in ’s-Hertogenbosch gelehrt hatte, ging Koningsberger nach Niederländisch-Indien. In der Kolonie konzentrierte sich Koningsberger auf Schädlinge, die in den Kaffee-Kulturen Probleme verursachen; er verfasste ein zweibändiges Werk über das Thema, De dierlijke vijanden der koffiecultuur op Java (Die tierischen Feinde der Kaffeekultur in Java, 1897 und 1901). Ab 1898 arbeitete er für das Lands Plantentuin in Buitenzorg unter Melchior Treub. Ihm wurde die Verantwortung für das X. Department für Agriculturell-Zoologische Forschung übertragen und 1894 begründete er das Landbouw-zoölogisch Laboratorium (heute Bogor Zoology Museum).
Koningsberger kehrte 1899 in die Niederlande zurück, aber bereits 1900 arbeitete er wieder in Niederländisch-Indien. Während seiner zweiten Dienstzeit in den Indies, verfasste Koningsberger mehrere Papiere zu Pflanzenkrankheiten. Er verfasste auch ein zwölfbändiges Werk über die Flora und Fauna in Java, Java, zoölogisch en biologisch (Java, Zoologie und Biologie); das erste zoologische Profil der Insel. Während dieser Zeit förderte Koningsberger auch den Naturschutz in den Indies und sein Einfluss ermöglichte die Verabschiedung des ersten Naturschutzgesetzes in der Kolonie 1910.
1910 wurde Koningsberger zum Direktor des Lands Plantentuin ernannt. Unter seiner Führung wurde 1914 ein Schutzgebiet in Sibolangit, Deli Serdang, gegründet; daraus ist seither ein Botanischer Garten entstanden. Er war ein ausgesprochener Vertreter der Doktrin „purer Wissenschaft“ und argumentierte in einer seiner Reden, dass „jeder Beitrag, der das Wissen über die Natur dieses Landes – das in vielerlei Hinsicht noch immer so geheimnisvoll ist – erweitert, nur dazu beitragen kann, die Unverletzlichkeit unserer Eigentumsurkunde zu stärken“ („every contribution that further adds to the knowledge of this land's nature – still so very secretive in many ways – can only contribute to increasing the inviolability of our bill of ownership“).
Koningsberger verbrachte einige Zeit als Administrator der Landbouwschool (heute Teil der IPB University – Institut Pertanian Bogor). Zwischen 1915 und 1916 handelte er auf Anweisung von Hermanus Johannes Lovink als Direktor des Indies’ Department of Agriculture, Industry, and Trade; er schrieb, dass er seine Position in Lands Plantentuin bevorzugt hatte, da dort weniger administrative Herausforderungen zu meistern waren.

## Politische Karriere
In seiner Rolle als Direktor des Lands Plantentuin war Koningsberger häufig mit den Generalgouverneuren von Niederländisch-Indien im Austausch; unter anderem Alexander Idenburg und Johan Paul van Limburg Stirum. Durch diese Kontakte erwarb er sich den Ruf der Überparteilichkeit und Intelligenz, und so wurde Koningsberger für den Zeitraum von 1918 bis 1919 zum Vorsitzenden des Volksraad ernannt. Der Historiker Wim van den Doel schreibt jedoch, dass dieser Einsatz erfolglos gewesen sei; Koningsberger fühlte sich in seiner Rolle unwohl und der Generalgouverneur war der Meinung, dass er die Diskussionen innerhalb des Gremiums nicht lenken konnte.
Nach der Grippeepidemie von 1918, die Koningsberger sowie Tausende auf Java befiel, beschloss er, mit seiner Familie in die Niederlande zurückzukehren. Sie zogen nach Utrecht, wo er Vorsitzender der Jaarbeurs wurde und die Veeartsenijkundige Hoogeschool (heute Rijks Veeartsenijschool) verwaltete. Er beteiligte sich weiterhin an den Diskussionen über das Schicksal Ost-Indiens, unterstützte die Niederländische Ethische Politik (ethische politiek) und ihren Ansatz zur politischen Entwicklung und plädierte gleichzeitig für eine fortgesetzte niederländische Führung. In einer Rede von 1925 betonte er, dass die Niederlande eine Ethikpolitik benötigten, um sowohl ihre Ehrenschuld gegenüber der einheimischen Bevölkerung (Pribumi) zu begleichen als auch das wachsende Nationalgefühl (Kebangkitan Nasional Indonesia) in der Kolonie anzuerkennen.
Am 8. März 1926 wurde Koningsberger vom Premierminister Dirk Jan de Geer zum Minister für die Kolonien berufen. Zu dieser Zeit war er offiziell keiner Partei angeschlossen, neigte aber zu liberalem Denken. Am 26. März ernannte er Andries Cornelis Dirk de Graeff zum Governor-General der Ost Indien. Da er sich von der gegenwärtigen Situation in Indien zu weit entfernt fühlte, um eine wirksame Politik zu betreiben, übertrug er die meisten Angelegenheiten de Graeff und versuchte, Konflikte zu vermeiden. Er ließ jedoch eine Vertretung der Indonesier im Raad van Indië (Dewan Hindia) zu und überwachte eine indigene Mehrheit im Volksraad. Daher wurde er von seinem Vorgänger Charles Welter als Sprachrohr der indischen Regierung scharf kritisiert. Obwohl er diese Möglichkeiten eröffnete, betonte er weiterhin, wie wichtig es sei, die niederländische Führung beizubehalten, und lehnte die Idee ab, zugunsten bestimmter Bevölkerungsgruppen vom westlichen Recht abzuweichen.

## Späteres Leben

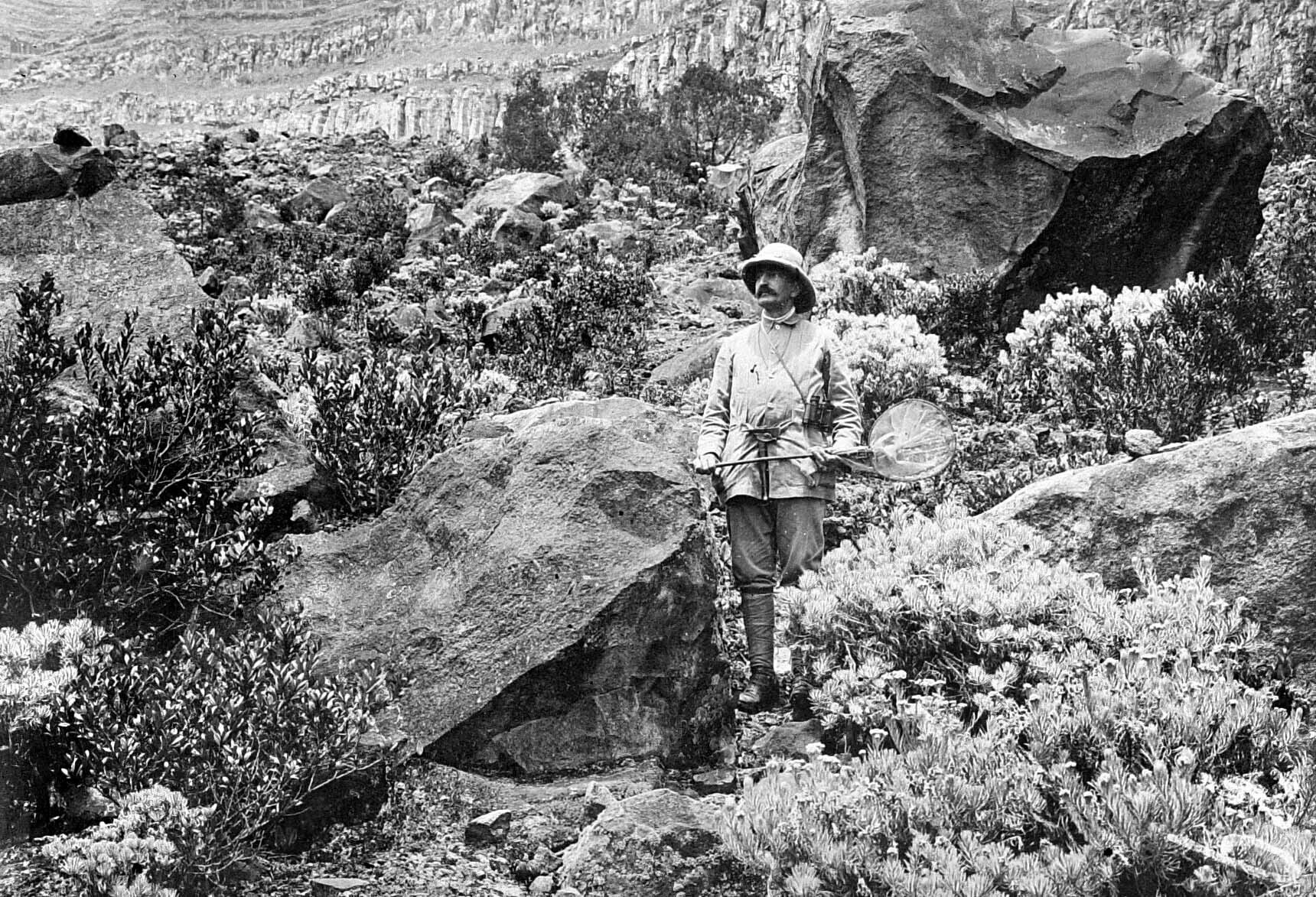
Königsberger auf dem Berg Gede mit javanischem Edelweiß, ca. 1942.

Als de Geer am 10. August 1929 zurücktrat, zog sich Koningsberger ins Privatleben zurück. Er schrieb mehrere Memoiren an seine Zeit in Indien. Er engagierte sich auch in mehreren Naturschutzorganisationen, war 1929 Mitbegründer der Niederländischen Kommission für Internationalen Naturschutz (Nederlandse Commissie voor Internationale Natuurbescherming) und war 1934 Vorstandsmitglied der Vereniging Natuurmonumenten. Er starb in Scheveningen, Den Haag, am 19. März 1951 nach kurzer Krankheit und wurde auf dem Den en Rust Cemetery in Utrecht begraben.
In Anerkennung seiner Verdienste wurden Koningsberger mehrere Ehrungen zuteil. So wurde er zum Kommandeur des Ordens von Oranien-Nassau und zum Ritter des Ordens vom Niederländischen Löwen ernannt. Außerdem wurde er mit dem Orden der Ehrenlegion, dem Kronenorden und dem Orden vom Schwarzen Stern ausgezeichnet.

## Familie
Koningsberger war zwei Mal verheiratet. Am 29. März 1894 heiratete er Manuella Ursule Mariana Hellendoorn, mit welcher er zwei Söhne hatte. Drei Jahre nach ihrem Tod 1899, heiratete er Bertha Rosina Margaretha Lang. Das Paar hatte einen Sohn.
Koningsbergers Sohn Victor war Professor für Botanik in Utrecht, der sich auf Pflanzenphysiologie spezialisiert hatte; er war auch Präsident des Royal Tropical Institute in Amsterdam. Ein anderer Sohn, Jacob Christiaan Koningsberger, wirkte als Prediger der Dutch Reformed Church und beim Militär.

## Ausgewählte Werke
- Bijdrage tot de kennis der zetmeelvorming bij de angiospermen. 1891.
- Inleiding in de systematiek der phanerogamen. 1893.
- De dierlijke vijanden der koffiecultuur op Java. 2 Bde. 1897 & 1901.
- Overzicht der schadelijke en nuttige insecten van Java. 2 Bde. 1898 & 1908. (PDF)
- De vogels van Java en hunne oeconomische beteekenis. 2 Bde. 1901 & 1909. (PDF)
- De zoogdieren van Java (The Mammals of Java, 1902)
- Ziekten van rijst, tabak, thee en andere cultuurgewassen, die door insecten worden veroorzaakt. 1903. (PDF)
- Tripang en tripangvisscherij in Nederlandsch-Indië. 1904. (PDF)
- Java, zoölogisch en biologisch. 12 Vol. 1911–1915. (PDF)
- Hollandsche jongelieden en Indische landbouw. 1925